# District (Chine)
Pour les articles homonymes, voir District.

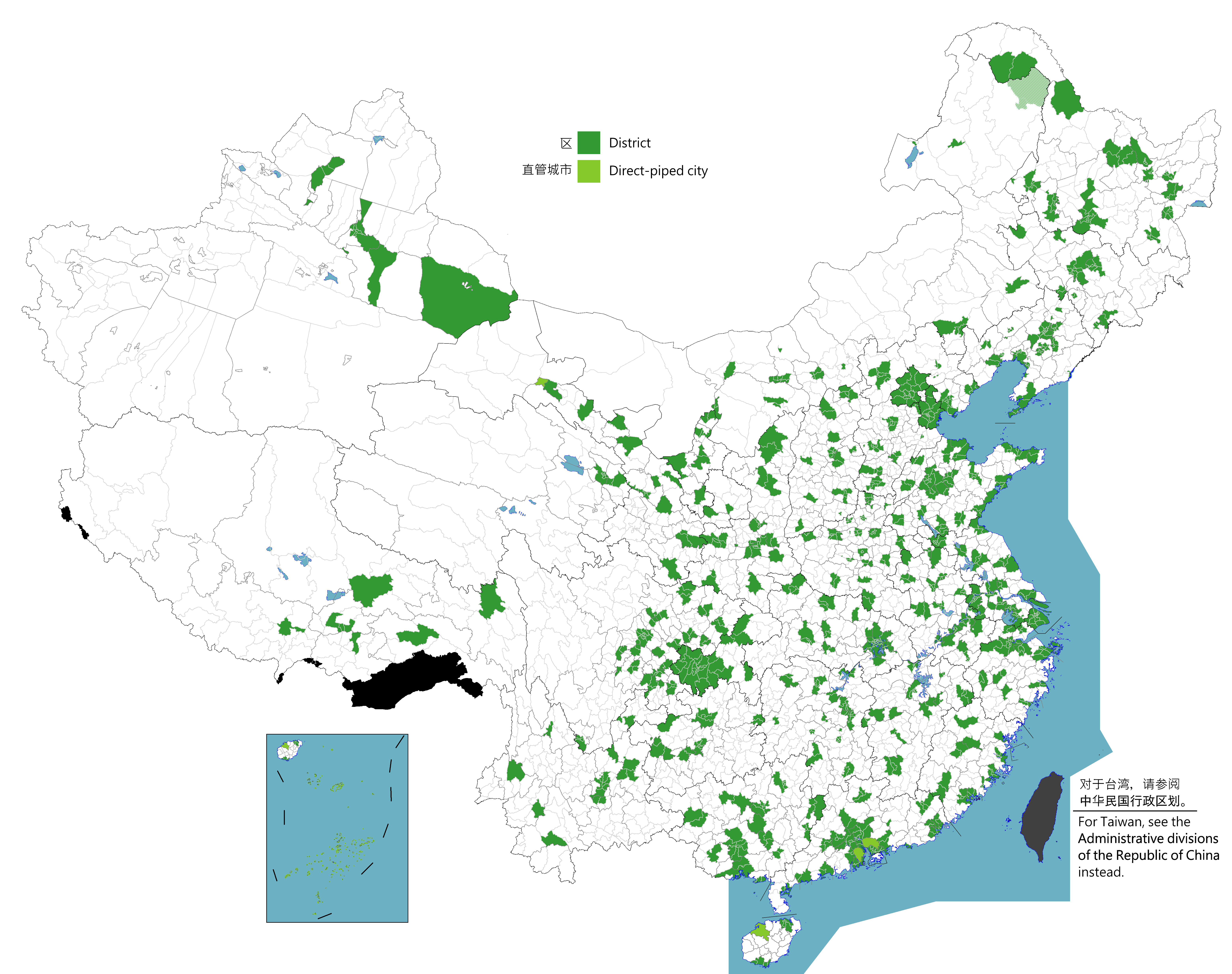

Le terme district, dans le contexte de la Chine, est utilisé pour désigner des divisions administratives variées, à la fois dans la Chine ancienne et dans la Chine moderne.
Dans le contexte moderne, district (chinois : 区 ; pinyin : qǖ) désigne deux types de divisions de la république populaire de Chine : d'une part les districts urbains (市辖区 le plus souvent désignés simplement comme « districts »), équivalents des arrondissements français, et d'autre part les districts de xian, issus d'un redécoupage récent d'anciennes circonscriptions. Les districts sont également une division administrative en république de Chine (Taïwan).